# Sennacieca Asocio Tutmonda

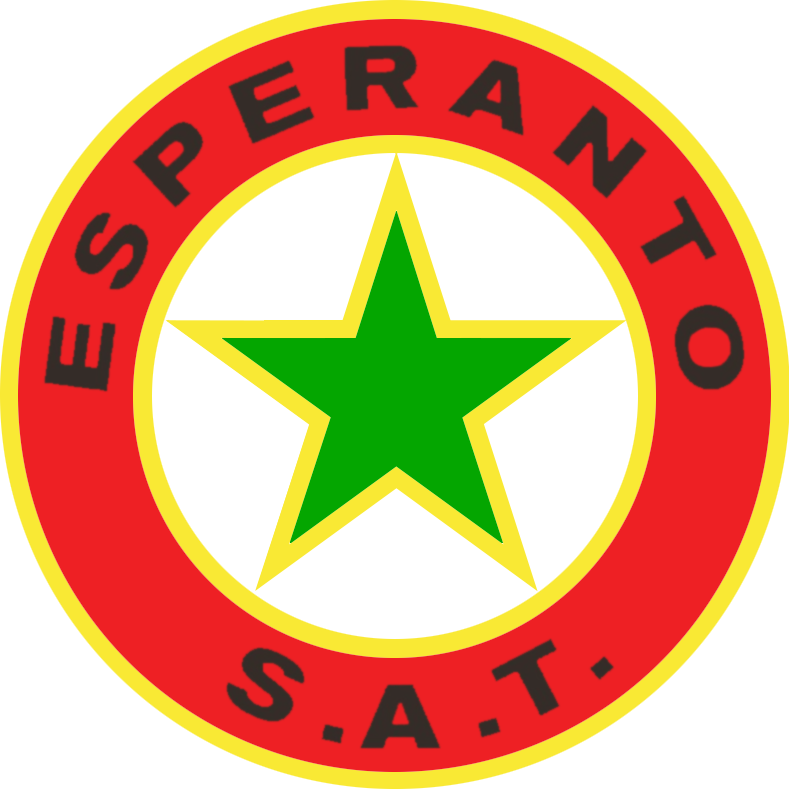
Das Emblem der Sennacieca Asocio Tutmonda

Die Sennacieca Asocio Tutmonda (SAT) ist ein linker Esperanto-Verband. Der Begriff sennacieca bezieht sich auf die „nationslose“, „anationale“ Ausrichtung des Verbandes. Er vereint linke Esperanto-Sprecher unterschiedlicher politisch-ideologischer Herkunft, zum Beispiel Sozialdemokraten, Freidenker und Kommunisten. Die SAT hat ausschließlich Einzelmitglieder, sie arbeitet aber mit den meist auf nationaler Ebene organisierten Arbeiter-Esperantoverbänden zusammen.

## Geschichte
Die SAT wurde 1921 als Organisation der Arbeiter-Esperantobewegung gegründet. Die wichtigste Figur unter den Gründern war Eugène Adam, der unter dem Pseudonym Lanti bekannt wurde. Ende der 20er Jahre hatte SAT etwa 6000 Mitglieder. Als relativ große internationale Vereinigung mit Einzelmitgliedschaft (im Gegensatz zu Dachverbänden, die nationale Organisationen zusammenfassen) ist sie in der Arbeiterbewegung ein Unikum. Der Vorsitzende des Ausführungskomitees, Jacques Schram, hat 2003 die Mitgliederzahl mit 881 angegeben. 2006 betrug die Zahl der zahlenden Mitglieder 724. 2015–2016 betrug die Zahl 525.

## Ziele
Die SAT will die internationale Plansprache Esperanto für die Klassenziele der weltweiten Arbeiterschaft einsetzen sowie die internationalistische Bildung der Mitglieder fördern und entsprechende Literatur schaffen. Diese Definition wurde beim Gründungskongress der SAT 1921 angenommen; sie ist heute noch gültig. 1928 präzisierte man die Ziele durch folgenden Zusatz:
"Da SAT keine parteipolitische, sondern nur eine bildende, aufklärende und kulturelle Organisation ist, sollten die Mitglieder den politischen und philosophischen Schulen oder Systemen, auf die sich die verschiedenen klassenkämpferischen Arbeiterparteien und Gewerkschaftsbewegungen gründen, Verständnis und Toleranz entgegenbringen. Durch den Vergleich von Fakten und Ideen, sowie durch freie Diskussion will SAT bei ihren Mitgliedern die Dogmatisierung der politischen Lehren, die sie in ihrem jeweiligen Umfeld erhalten, unmöglich machen.

Kurz gesagt, SAT setzt sich zum Ziel, langfristig durch die weltweite Anwendung einer rational durchdachten Sprache die Schaffung rational denkender Geister zu fördern, die fähig sind, Ideen, Thesen und Tendenzen gut zu vergleichen, richtig zu verstehen und einzuschätzen, und die daher auch fähig sind, selbständig den Weg zu wählen, den sie für den direktesten oder gangbarsten halten, um ihre Klasse zu befreien und die Menschheit auf eine möglichst hohe Stufe der Zivilisation und Kultur emporzuheben."
Die SAT ist keine Organisation, die für die Verbreitung des Esperanto arbeitet, sondern nutzt Esperanto für ihre Ziele.

## Struktur
Die SAT hat eine anationale Struktur. Die Mitglieder treten direkt und nicht durch Mitgliedschaft bei nationalen Organisationen bei.
Entscheidungen der SAT werden theoretisch per Basisreferendum getroffen: Jede Entscheidung eines SAT-Kongresses wird nur nach Annahme durch ein Referendum gültig. Diese Regelung in der Satzung will eine basisdemokratische Steuerung. Die Erfahrung zeigt jedoch, dass die meisten Kongressentscheidungen niemals einem Referendum unterworfen werden. Der Vorstand der SAT, der die Assoziation führt, heißt Ausführungskomitee.

## Tätigkeit
Die SAT gibt das Monatsmagazin Sennaciulo („der Nationenlose“), die jährlich erscheinende Kulturzeitschrift Sennacieca Revuo und verschiedene Bücher heraus, von denen das wichtigste das Plena Ilustrita Vortaro de Esperanto (PIV) ist.
Redakteur des Magazins Sennaciulo und seit Jahren Generalsekretär war Krešimir Barković. Präsident des Ausführungskomitees ist seit 2012 Vinko Markovo. Seit der Pensionierung des bezahlten Generalsekretärs wird die Zeitung von einem Redaktionskollektiv herausgegeben. Die Zeitung spiegelt die Meinungen der vielen verschiedenen Fraktionen wider, beispielsweise der Veganer, Freidenker, Anarchisten und Sozialisten. Die kommunistische Fraktion wurde erst wieder nach dem Zweiten Weltkrieg aufgenommen.
Jährlich veranstaltet sie einen internationalen Kongress, der sich mit aktuellen sozialen und politischen Fragen beschäftigt.

## Belege
1. ↑  GOBBO, F. Beyond the Nation-State? The Ideology of the Esperanto Movement between Neutralism and Multilingualism. Social Inclusion, v. 5, n. 4, p. 38–47, 2017
2. ↑  FORSTER, P. G. The esperanto movement. The Hague: Mouton Publishers, 1982
3. ↑  Jacques Schram im Interview SAT plu estas avangarda (Memento vom 30. September 2007 im Internet Archive). In: La Ondo de Esperanto 5, 2003
4. ↑  laut Auskunft des Generalsekretärs Krešimir Barković in einem internen Rundbrief vom 18. Juli 2007
5. ↑  Agadraporto de la PK por la periodo de Junio 2015 ĝis Majo 2016, In: Sennaciulo, Mai-Juni 2016, p. 31